# Flagg Township
Die Flagg Township ist eine von 24 Townships im Ogle County im Norden des US-amerikanischen Bundesstaates Illinois.

## Geografie
Die Flagg Township liegt im Norden von Illinois rund 130 km westlich von Chicago. Die Grenze zu Wisconsin liegt rund 70 km nördlich; der Mississippi, der die Grenze zu Iowa bildet, befindet sich rund 95 km westlich.
Die Flagg Township liegt auf 41° 56′ N, 89° 7′ W und erstreckt sich über 92,5 km².
Die Flagg Township liegt im Südosten des Ogle County und grenzt im Süden an das Lee County. Innerhalb des Ogle County grenzt die Flagg Township im Südwesten an die LaFayette Township, im Nordwesten an die Pine Rock Township, im Norden an die White Rock Township, im Nordwesten an die Lynnville Township und im Osten an die Dement Township.

## Verkehr
Durch den Südosten der Township führt die 88. Daneben treffen die Illinois State Routes 38 und 251 in Rochelle, dem Zentrum der Township, zusammen. Alle weiteren Straßen sind County Highways sowie weiter untergeordnete und zum Teil unbefestigte Fahrwege.
Rochelle ist ein wichtiger Eisenbahnknotenpunkt, weswegen in der Flagg Township mehrere Eisenbahnlinien der Union Pacific Railroad und der BNSF Railway zusammenlaufen.
Der nächstgelegene Flugplatz ist der in der Township gelegene Rochelle Municipal Airport; der nächstgelegene größere Flughafen ist der rund 35 km nördlich gelegene Chicago Rockford International Airport am südlichen Stadtrand von Rockford.

## Bevölkerung
Bei der Volkszählung im Jahr 2010 hatte die Township 13.562 Einwohner. Neben Streubesiedlung lebt die Bevölkerung in folgenden Siedlungen:
City
- Rochelle1

Village
- Hillcrest

Unincorporated Communities
- Flagg
- Flag Center

1 – teilweise in der Dement Township